# Czarna község (Bieszczady járás)
Czarna község Lengyelország délkeleti részén, a Kárpátaljai vajdaságban, a Bieszczady járásban található község. Székhelye Czarna, amely 14 kilométernyire délre fekszik a járási központtól, Ustrzyki Dolnétól és 93 kilométernyire délkeletre fekszik a vajdaság központjától, Rzeszówtól.
A község területe 184,62 négyzetkilométer, és a 2006-os adatok alapján 2393 fő él itt. 
A község területén fekszik a San-völgy Tájképvédelmi Park természetvédelmi terület egy része.

## Települések a községben
Czarna községben az alábbi települések találhatók:
- Bystre
- Chrewt
- Czarna
- Czarna Dolna
- Lipie
- Michniowiec
- Olchowiec
- Paniszczów
- Polana
- Rabe
- Rosochate
- Rosolin
- Serednie Małe
- Sokołowa Wola
- Tworylne
- Wydrne
- Żłobek

## Szomszédos községek
Czarna községet Cisna község, Lutowiska község, Solina község és Ustrzyki Dolne község határolja.

## Fordítás
Ez a szócikk részben vagy egészben  a   Gmina Czarna, Bieszczady County című angol Wikipédia-szócikk ezen változatának fordításán alapul.  Az eredeti cikk szerkesztőit annak laptörténete sorolja fel. Ez a jelzés csupán a megfogalmazás eredetét és a szerzői jogokat jelzi, nem szolgál a cikkben szereplő információk forrásmegjelöléseként.